# Charles Henri Ford
Charles Henri Ford (* 10. Februar 1913 in Brookhaven, Mississippi; † 27. September 2002 in New York City, New York) war ein US-amerikanischer Dichter, bildender Künstler und Filmemacher. Er wird als der „prominenteste Surrealist Amerikas“ bezeichnet.

## Leben
Nachdem er 1929 vorzeitig die High School verlassen (und im gleichen Jahr seine erste Zeitschrift Blues gegründet) hatte, ging er 1931 nach Paris, wo er sich der dort lebenden amerikanischen Künstlerkolonie um Man Ray, Peggy Guggenheim und Djuna Barnes anschloss. Sein dort gemeinsam mit Parker Tyler verfasster und 1933 veröffentlichter Roman The Young and Evil wurde als skandalös empfunden und konnte nur in Europa erscheinen. 1932 ging er mit Djuna Barnes für einige Monate nach Marokko. Nach seiner Rückkehr nach Paris lernte er den russischen Maler Pavel Tchelitchew (1898–1957) kennen, mit dem er 1934 in die USA zurückkehrte und bis zu dessen Tod zusammenlebte.
Zur Gedichtesammlung The Garden of Disorder (1938) schrieb William Carlos Williams ein Vorwort.
1940 wurde Ford auf den 1939 eingewanderten surrealistischen Künstler Kurt Seligmann (1900–1962) aufmerksam und gab ihm Gelegenheit, im Jahrbuch der Literaturzeitschrift New Directions in Pose & Poetry seinen Aufsatz „Terrestrial Sun“ zu veröffentlichen, der sich mit dem anthropozentrischen Konzept des Hermetismus beschäftigt und somit okkultistische Themen berührt.
Von 1940 bis 1947 publizierte Ford das Kunst- und Literaturmagazin View, in dem er Illustrationen von Marcel Duchamp, Max Ernst, Salvador Dalí und René Magritte mit Texten von Albert Camus, Henry Miller, Tennessee Williams und Paul Bowles mischte. André Breton gab ihm das einzige je in einer amerikanischen Zeitschrift veröffentlichte Interview. Er war befreundet mit Gertrude Stein, die er in Paris besuchte, Edith Sitwell, die eine Einleitung zu seiner Gedichtesammlung Sleep In a Nest of Flames schrieb, Jean Cocteau, André Masson und René Crevel.
1952 zogen Ford und Tchelitchew nach Italien und lebten dort bis zu Tchelitchews Tod im Jahr 1957. 1955 zeigte das Institute of Contemporary Art in London seine Fotografien, als Maler hatte Ford 1956 in Paris seine erste Einzelausstellung. Das Vorwort zum Katalog stammt von Cocteau. Wieder nach New York zurückgekehrt, schloss sich Ford 1962 der gerade aufkeimenden Bewegung der Pop Art und der sich formierenden Gruppe von Experimentalfilmern um Jonas Mekas an.
Seine herausragende Rolle für die Etablierung der europäischen „Gegenkultur“, namentlich des Surrealismus, in den Vereinigten Staaten ist unumstritten, und er nahm auch innerhalb amerikanischer Künstlerkreise einige wichtige Funktion ein. So war er es, der Andy Warhol in den beginnenden 1960er-Jahren mit der Avantgarde-Filmerin und Poetin Marie Menken bekannt machte und ihm den jungen Gedichteschreiber Gerard Malanga als Assistenten empfahl.

## Schriften
- (mit Parker Tyler): The Young And The Evil. The Obelisk Press, Paris 1933
- Verruchte Jugend / Charles Henri Ford & Parker Tyler ; aus dem amerikanischen Englisch und mit einer Einführung von Joachim Bartholomae, Hamburg : Männerschwarm Verlag, 2017, ISBN 978-3-86300-235-0
- Sonnet for a Day at Nerja. Westchester Arts and Crafts Guild, White Plains, NY, 1935. 40 S.
- A Pamphlet of Sonnets Caravel Press, Majorca 1936
- The Garden of Disorder New Directions, Norfolk, Conn., 1937.
- ABC's. Press of J.A. Decker, Prairie City, Ill., 1940.
- The Overturned Lake. Little Man Press, Cincinnati 1941.
- The Human Microscope. Hemispheres, No. 1, Summer 1943. Brooklyn. 26 S.
- Charles Henri Ford (Hrsg.): A Night with Jupiter: And Other Fantastic Stories. View Editions, Vanguard Press, New York 1945. 128 S.
- Poems for Painters. View Editions, New York 1945
- The Half-Thoughts: The Distances of Pain. Prospero Pamphlets, No. 1, QVS Press, New York 1947. 10 S.
- Sleep in a Nest of Flames. New Directions, Norfolk, Conn., 1949. 64 S.
- Plaint: The Desire to Be in Two Places at Once. T. Baum, New York 1964. 34 S.
- Marquette for Spare Parts. Vassily Papachrysanthou, A New View Book, Athens 1966.
- Silver Flower Coo. Kulchur Press, New York 1968
- Edward B. Germain (Hrsg.), Charles Henri Ford: Flag of Ecstasy: Selected Poems. Black Sparrow Press, Los Angeles 1972
- 7 [Seven] Poems. Bardo Matrix, Kathmandu (Napal) 1974. 20 S.
- Special Effects. Cherry Valley Editions, Cherry Valley, NY, 1979
- Om Krishna, Bd. I-III. Cherry Valley Editions, Cherry Valley, NY, 1979; 1981; 1982
- (mit Reepak Shakya, Indra Tamang): Handshakes from Heaven. Handshake Press. Paris 1986. 164 S.
- Out of the Labyyrinth: Selected Poems. City Lights, San Francisco 1991
- Water from a Bucket: A Diary 1948–1957. Turtle Point Press, New York 2001
- (mit Indra Tamang): Operation Minotaur: Haikus and Collages. Shivastan Publ., Kathmandu, Nepal, 2006